# 和田誠一
和田 誠一（わだ せいいち、1916年11月5日 - 1986年4月23日）は、日本の弁護士。最高裁判所判事。大阪府出身。

## 概要
大阪・船場のそろばん問屋の子として生まれる。1941年（昭和16年）3月に東京帝国大学法学部を卒業。東洋紡に入社した後で応召となるも、子供の頃に患った肋膜炎が再発し約1年で除隊となった。1945年（昭和20年）7月に高等文官試験司法科に合格。いったん司法官試補となり、1948年（昭和23年）6月に大阪地裁判事補となったが、すぐに退職して弁護士になる。専門は民事、商事。東洋紡のほか日本生命や三菱銀行の顧問弁護士をした。他に労働、公害事件なども経験した。
弁護士になって間もなく、「これからは国際感覚が必要」と1953年（昭和28年）にドルの持ち出しが制限されていた時代に東洋紡が持つ輸出代金の優先外貨の使用を認めてくれる形で、1年間アメリカへ私費留学した。関西では渉外弁護士の草分けとなった。
大阪弁護士会会長も務めたが、大阪弁護士会が「憲法違反の少年法改正反対」の垂れ幕を作ろうとしたときには「軽々しく憲法という言葉を使うべきではない」と反対する等、政治的動きはしなかった。
1982年（昭和52年）8月16日に最高裁判所判事に就任。最高裁に就任する前から「日本の役所で一番、清潔で信頼されているのは裁判所」という認識を持っていた。
1983年（昭和58年）9月22日の全日空機雫石衝突事故の最高裁判決では執行猶予付きの禁固刑とする多数意見に対して、実刑相当とする反対意見を表明した。
1986年（昭和61年）4月23日に東京都港区の虎ノ門病院で心不全のため69歳で死去した。